# Бернхард фон Липпе

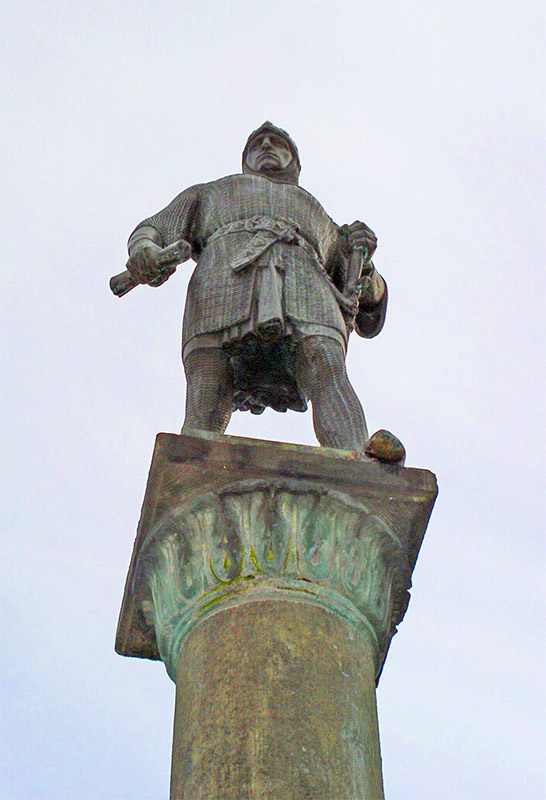
Памятник Бернхрду фон Липпе а Липштадте

Бернхард фон Липпе (нем. Bernhard II. zur Lippe, лат. Bernardus de Lippia; 1140—1224) — один из участников Ливонского крестового похода против прибалтийских народностей. Влиятельный церковный деятель на территории оккупированной Ливонии; аббат цистерцианского монастыря в Дюнамюнде с 1211 по 1217 год (преемник Теодориха Буксгевдена на этом посту); епископ Селонии с 1218 по 1224 год. В Ливонской хронике Генриха он именуется епископом Семигалии, в то время как в официальных документах папской администрации он всегда упоминается как епископ Селонии.

## Происхождение
Бернхард происходит из знатной семьи, проживавшей в Липпштадте (Вестфалия). С 1177 по 1181 он принял сторону саксонского герцога Генриха Льва в войне против архиепископа Кёльна. В 1185 году он стал влиятельной фигурой в иерархии церковных властей, основал город Липпштадт и Мариенфельдское аббатство. В 1194 году он в результате внезапной болезни оказался почти полностью парализованным, поэтому он оставил свои владения Германии своему сыну Герману и вступил в цистерцианский орден и на протяжении нескольких лет, подчиняясь уставу ордена, изучал Священное писание и вёл аскетичный образ жизни, искупая свои прежние прегрешения.

## Появление в Ливонии, сражение с эстами
В 1211 году он после чудесного исцеления от болезни появляется в Ливонии в составе большого войска немецких крестоносцев и торговцев. Сразу после посвящение Теодориха в сан епископа Эстонии его брат Альберт, фактический руководитель немецкой вооружённой экспансии в прибалтийских землях, назначает Бернхарда новым настоятелем цистерцианского монастыря в Дюнамюнде. На тот момент этот монастырь представлял собой защищённую и практически неприступную крепость, важный форпост ливонских захватчиков в устье Двины. 
В этом же году Бернхард возглавил силы защитников Торейды от вторжения хорошо организованного войска эстов и повелел заблокировать продвижение по Гауе кораблей эстов с помощью запруды из деревянных брёвен. Таким образом, нападение эстов по воде было отбито и епископская администрация сохранила свою власть над этими территориями.

## Усмирение Аутинского восстания
В 1212 году произошло крупное восстание прибалтийских народов против гегемонии немецких колонистов и феодалов, которое получило название Аутинского восстания. Восстание было инициировано ливами, к которым позже присоединились аутинские латгалы, недовольные, в первую очередь, введением обременительной церковной десятины. В ходе подавления бунта войско под командованием аббата Бернхарда участвовало в осаждении деревянного замка Сатезеле и его взятии, а также в кровавой расправе над его защитниками. В итоге мирный договор с ливами был продлён, а восстание усмирено с помощью армии Каупо, перешедшего на сторону немецких крестоносцев и обратившего оружие против своих соплеменников.

## Участие в битве против Лембита под Вильянди
В 1217 году Бернхард фон Липпе участвовал в боевых действиях во время завоевательного похода против непокорных эстов, во время которых его части осаждали замок сопротивляющихся угро-финнов в Вильянди (Феллине). Он принимал активнейшее участие в исторически значимой битве в день Святого ап. Матфея, в котором немецкие рыцари и подчинённые им солдаты в содействии с крещёными ливами во главе с Каупо и подразделениями крещёных леттов (около 3000 человек) вступили в бой против оборонявшейся объединённой армии эстов во главе с князем Лембитом (около 6000 человек). Известно, что в этом сражении под Вильянди, состоявшемся 21 сентября, пал вождь пронемецки настроенных ливов Каупо, убитый стрелой в спину, а также вождь объединённого воинства эстов Лембит. Фактически в результате сражения эсты признали власть немецких захватчиков и согласились повторно принять католическую веру и поклясться в верности папе.

## Влияние на датского короля
В 1218 году добившиеся успеха в завоевательной деятельности Бернхард фон Липпе, епископ Альберт и епископ Теодорих как представители христианизированного княжества Терра Мариана отправились на ландтаг в Шлезвиг и там фактически уговорили датского короля Вальдемара II отправиться с завоевательным походов против эстов с целью подчинения и дальнейшей экономической колонизации прибрежных эстонских территорий. Вальдемар дал согласие на поход против эстов и собрал мощное войско волонтёров.

## Рукоположение в сан епископа Селонии
Затем Бернхард отправился в Рим, где получил папское благословение на то, чтобы занять пост епископа Селонии. В 1218 году в сан епископа земель покорённых селов его рукоположил собственный сын, который на тот момент был епископом Утрехта. Также Бернхард участвовал в церемонии рукоположения своего другого сына на Бременскую архиепархию. Его сын Гебхард II стал архиепископом Бремена и ему автоматически подчинились все остальные епископы прибалтийских земель.

## Основание замка в Бабите
После подчинения восточных земель земгалов, в частности, захвата мезоттенского городища Альбертом Буксгевденом епископ Селонии Бернхард решил перенести свою резиденцию из Селпилса в стратегически более выгодный Мезоттен, но в связи с постоянной угрозой земгальского нападения и реванша идея не была осуществлена. Специально для новой резиденции Бернхарда был построен мощный замок в Бабите, на правом берегу Лиелупе. Также можно предположить, что Бернхард со своими братьями-монахами летнее время проводил в Риге, где в его распоряжении был дом, служивший им временной резиденцией.

## Второй передел Эстонии
В 1220 году Бернхард участвовал во втором разделе земель эстов между епископом Риги, орденом Меченосцев и епископом Эстонии, который подтвердил условия первого раздела, разработанные и утверждённые в 1216 году.

## Взятие Феллина и подчинение эстов
В 1223 году он с новыми полками крестоносцев-добровольцев вернулся из Германии в Ливонию и организовал суровый крестовый поход против земли Сакала, в которой проживали эсты, не желавшие смиряться с немецкой феодальной властью и доминированием католической верхушки. Во время повторного похода против Сакала 15 августа Бернхард лично со своим войском взял Феллин. Также им были взяты укрепления эстов у реки Навесте, и военные успехи крестоносцев во главе с Бернхардом определили распространение немецкой власти над этими территориями.

## Смерть и погребение
В 1224 году Бернхард скончался в Селпилсе или в своей резиденции в Мезоттене (в соответствии с разными историческими данными). Монахи Дюнамюндского монастыря желали захоронить его прах в стенах своей обители, и с этой целью за останками был отправлен их настоятель Роберт. На обратном пути лодка перевернулась, Роберт утонул. Таким образом, монастырь получил в своё распоряжении два тела — бывшего аббата Бернхарда и погибшего настоятеля Роберта. Вскоре епископство Селонии было включено в административном плане в епископство Семигалия.